# COX-2
La COX-2, abbreviazione per cicloossigenasi 2, conosciuta anche come prostaglandina-endoperossido sintasi 2, è una delle forme isoenzimatiche della prostaglandina-endoperossido sintasi, insieme alle altre forme note COX-1 e, di più recente scoperta, COX-3.

## Storia
L'enzima è stato scoperto nel 1991 nei laboratori di Daniel Simmons presso la Brigham Young University.

## Significato biologico
Al contrario della COX-1, che è un enzima costitutivo, quindi sempre presente nell'organismo e necessario per la produzione di derivati dell'acido arachidonico, la COX-2 è sia inducibile, sia costitutiva (a livello di sistema nervoso centrale, rene e intestino).
La COX-2 è presente in un ristretto numero di tipi cellulari ed è regolata da specifici eventi stimolatori, rendendo questo enzima responsabile della biosintesi di prostanoidi coinvolti nell'infiammazione.
È stato evidenziato che l'espressione della COX-2 risulta sovraregolata in molte neoplasie. Per di più, uno dei prodotti dell'azione della COX-2 è la prostaglandina H2 che è convertita dall'enzima PTGES2 in prostaglandina E2 che sembra coinvolto nella progressione di alcune neoplasie.

## Struttura
La COX-2 esiste come omodimero, dove ogni monomero ha una massa molecolare di circa 70 kDa. La struttura terziaria e quaternaria è quasi identica a quella della COX-1. Ogni subunità ha tre diversi domini strutturali: un corto dominio N-terminale simile a quello dell'EGF; una porzione ad alfa elica che lega la membrana cellulare e un dominio C-terminale catalitico. Le COX sono proteine di membrana monotropiche, il cui dominio che lega la membrana è costituito da una serie di α-eliche amfipatiche con diversi residui amminoacidici idrofobici esposto sul lato legante la membrana. Le COX sono enzimi bifunzionali che catalizzano due reazioni chimiche consecutive in siti attivi spazialmente distinti ma meccanicisticamente accoppiati. Sia il sito attivo cicloossigenasico che quello perossidasico sono situati nel dominio catalitico, che costituisce l'80% circa dell'intera proteina. Il dominio catalitico è omologo ad altre perossidasi mammifere come la mieloperossidasi.

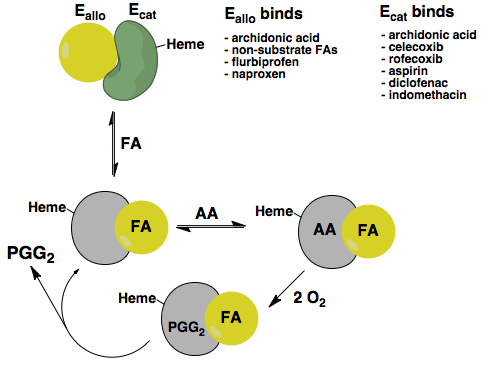
Ligandi diversi legano un sito allosterico o la subunità catalitica. La subunità allosterica lega un acido grasso (FA) attivante non substrato (es. acido palmitico). La subunità allosterica con legati acidi grassi attiva la subunità catalitica diminuendo la K_{m} per l'acido arachidonico (AA).

È stato trovato che la COX-2 umana funziona come eterodimero conformazionale avendo un monomero catalitico (E-cat) ed un monomero allosterico (E-allo). L'eme si lega solo al sito perossidasico dell'E-cat mentre i substrati, così come certi inibitori (come il celecoxib), legano il sito ciclossigenasico dell'E-cat. L'E-cat è regolata dall'E-allo in un modo che dipende da che ligando è legato ad E-allo.
Acidi grassi substrati e non-substrati e alcuni inibitori della COX (es. il naprossene) legano di preferenza il sito COX di E-allo. L'acido arachidonico può legare sia E-cat sia E-allo, ma l'affinità dell'AA per l'E-allo è 25 volte maggiore rispetto a quella per E-cat. Acidi grassi non-substrati possono potenziare o attenuare l'azione degli inibitori delle COX, a seconda dell'acido grasso in questione e dal fatto che l'inibitore leghi l'E-cat o l'E-allo. Alcuni studi suggeriscono che la concentrazione e la composizione del pool di acidi grassi liberi nell'ambiente circostante l'enzima, sia un fattore chiave per l'attività risultante della COX-2 e della sua risposta agli inibitori. Tale fattore è anche noto come "tono FA".

## Funzione

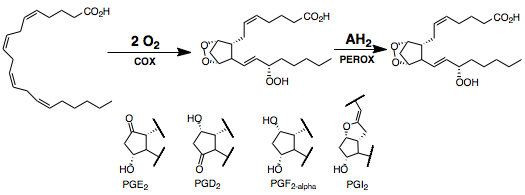
Le COX producono la prostaglandina H2 (PGH2) dall'acido arachidonico (AA) in due reazioni chimiche consecutive. La PGH2 è quindi convertita in altri prostanoidi (sul fondo) da enzimi tessuto-specifici detti isomerasi. Nel primo step della reazione, due moli di ossigeno sono aggiunte all'acido arachidonico per formare l'intermedio "prostaglandina G2" (PGG2), nella reazione di cicloossigenazione propriamente detta. Questa prima reazione è seguita dalla perossidasi che avviene in due diverse posizioni dell'enzima. Oltre alle prostaglandine, le COX producono anche piccole quantità di metaboliti dell'AA mono-ossigenati, noti come HETE.

La COX-2 converte l'acido arachidonico (AA) nella prostaglandina endoperossido H2. Le COX sono bersagli dei farmaci antinfiammatori non steroidei (FANS) e degli inibitori selettivi delle COX-2, i coxib. La COX-2 è un omodimero di sequenza, nel senso che i due monomeri sono caratterizzati dalla stessa struttura primaria. Ogni monomero dell'enzima ha un sito attivo perossidasico ed uno cicloossigenasico. Le COX catalizzano la conversione dell'AA in prostaglandine in due fasi. Inizialmente due molecole di ossigeno sono aggiunte all'AA a dare la prostaglandina G2 (PGG2), quindi la PGG2 è ridotta a prostaglandina H2 (PGH2) nel sito attivo perossidasico. La PGH2 così prodotta è convertita in altre prostaglandine (es. PGD2, PGE2, PGF2α), in prostacicline (PGI2) o in trombossano A2 da isomerasi tessuto-specifiche.
L'acido ellagico è un inibitore della COX-2, sovraespressa in molti tipi di tumori.